# Google Hírek
A Google Hírek egy speciális hírösszefoglaló szolgáltatás, amelyet a Google fejlesztett ki. A Google Hírek alkalmazásként is elérhető Androidon, iOS-en és webalkalmazás formájában is.
A Google 2002 szeptemberében egy béta verziót adott ki, a hivatalos alkalmazást pedig 2006 januárjában tették közzé. A kezdeti ötletet Krisna Bharat fejlesztette ki.
A szolgáltatást a világ legnagyobb hírgyűjtőjeként írták le. 2020-ban a Google bejelentette, hogy egymilliárd dollárt költenek kiadókkal való együttműködésre, a Showcases létrehozására.

## Története
2013-tól a Google Hírek több mint 50 000 hírforrást tartalmazott világszerte. 2012 márciusában több mint 60 régió 28 változatban készült változatai voltak elérhetőek. 2015 szeptemberében a szolgáltatást a következő 35 nyelvre fordították le: arab, bengáli, bolgár, kantoni, kínai, cseh, holland, angol, francia, német, görög, héber, hindi, magyar, olasz, indonéz, japán, kannada, koreai, lett, Litván, malajálam, norvég, lengyel, portugál, román, orosz, szerb, spanyol, svéd, tamil, telugu, thai, török, ukrán és vietnámi.
A szolgáltatás azokat a cikkeket tartalmazza, amelyek az elmúlt 30 napban jelentek meg különféle híroldalakon. A Google Hírek összesen több mint 20 000 megjelenítő tartalommal rendelkezik. Az angol nyelv esetében körülbelül 4500 webhelyet tartalmaz magában; általában más nyelveknél kevesebbet. Címlapja nagyjából a cikk első 200 karakterét és egy linket tartalmaz a nagyobb tartalomra. Előfordulhat, hogy a weboldalak előfizetéseket igényelnek; az előfizetéshez szükséges webhelyeket a cikk leírása tartalmazza.
2009. december 1-jén a Google bejelentette az "első kattintás nélküli" programot, amely 2008 óta működik, és lehetővé teszi a felhasználók számára, hogy cikkeket keressenek és olvassanak egy fizetési fal mögött. Az olvasó első kattintására a tartalomra ingyenes, és az utána lévő számot a tartalomszolgáltató állítja be. A Google 2009. december 1-jén megváltoztatta irányelveit, és napi öt cikkre korlátozta az elérést a kiadói visszaélések elleni védelem érdekében. Ezt az irányelvet 2015. szeptember 29-én ismét megváltoztatták, amikor ez a korlát napi három cikkre változott. 2017 októberében ezt a programot felváltották egy "rugalmas mintavételi" modellre, amelyben minden kiadó kiválaszthatja, hogy hány szabad cikket engedélyez.
A Google Hírek elrendezését 2011. május 16-án jelentősen átdolgozták.
2011. július 14-én a Google bevezette a Google News Badgest, amely viszont 2012 októberében megszűnt.
Ezenkívül 2011 júliusában a Google Hírek angol verziójának Sci/Tech szakaszát két részre osztották: tudomány és technológia. Bejelentették, hogy ezt a szakaszfelosztást más nyelvű verziókon is elvégzik majd, de 2013-ban eldöntötték, hogy a felosztást inkább nem alkalmazzák a Google Hírek összes nyelvi változatában. 
2017 júniusában a Google Hírek asztali verziója alapos átalakításon ment át, amelynek a Google szerint az volt a célja, hogy "hozzáférhetőbbé és könnyebben navigálhatóvá tegye a híreket ... újból a tényekre összpontosítva, a különböző nézőpontokkal és a felhasználók jobb irányításával". Mégis számos lehetőséget, például a keresőeszközök menüt eltávolítottak az újratervezéssel, ami sokkal jobban megnehezítette a keresést. Most kártyaformátumot használ a kapcsolódó hírek csoportosításához, és az Engadget összefoglalása szerint "már nem úgy néz ki, mint egy keresési eredményoldal", eltávolítva a szövegrészleteket és a kék hivatkozásokat.
A felhasználók elrejthették előzményeikben a hírforrásokból származó cikkeket. Ezek a rejtett források továbbra is felsorolhatók a felhasználó beállításaiban, azonban ezeket a kizárásokat már nem tartják be. A hírforrások kizárásának lehetősége már nem jelenik meg.
A Nature Human Behavior című folyóirat 2020-as tanulmánya szerint a Google Hírek a helyi sajtóorgánumokat helyezi előtérbe, amikor az egyének kifejezetten a helyi érdekű témákhoz kapcsolódó kulcsszavakra keresnek.

## Fordítás
Ez a szócikk részben vagy egészben  a   Google News című angol Wikipédia-szócikk fordításán alapul.  Az eredeti cikk szerkesztőit annak laptörténete sorolja fel. Ez a jelzés csupán a megfogalmazás eredetét és a szerzői jogokat jelzi, nem szolgál a cikkben szereplő információk forrásmegjelöléseként.